# Mátyus
Mátyus község Szabolcs-Szatmár-Bereg vármegye Vásárosnaményi járásában.

## Fekvése

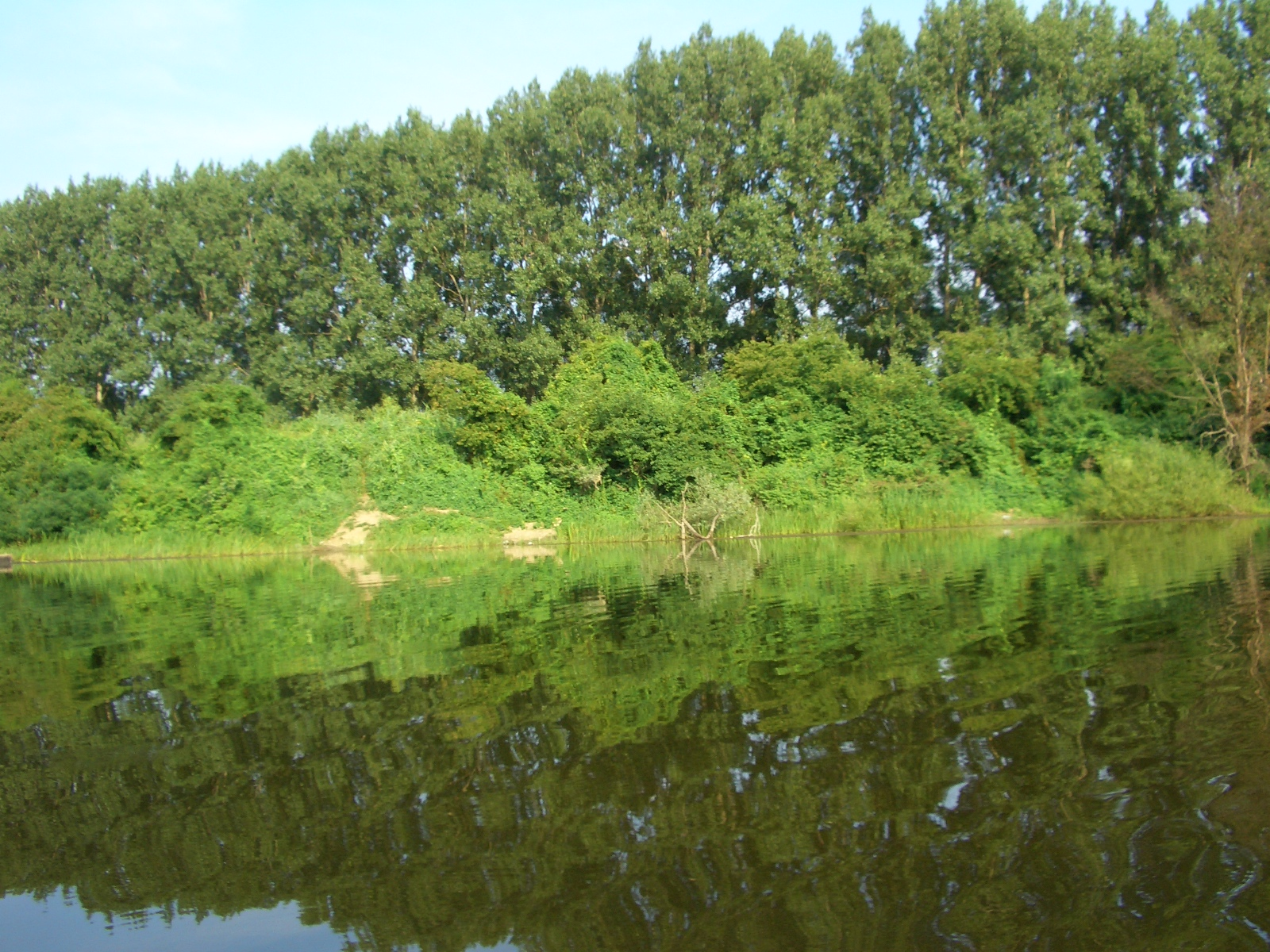
A Tisza Mátyusnál

A Beregi-síkon, az ukrán határ mellett fekszik, a Tisza jobb partján.
A Beregi-Tiszahát hajdan egyutcás falucskája az idők során Lónya felé terjeszkedett. A Tisza partjához közeli, 1098 hektáros kisközség 139 lakásában manapság mintegy 400-an élnek, ők többnyire mezőgazdasággal foglalkoznak. A soros elrendezésű szalagtelkeken emelt újabb lakóházak jobbára jellegtelenek; néhány, a 19. században épült favázas, paticsfalas, paticskéményes, taposott szalmatetős hajlék volt a Rákóczi utcán.
A közvetlen szomszédos települések a határ magyar oldalán: észak felől Lónya, dél felől Tiszakerecseny, nyugat felől Mezőladány, északnyugat felől pedig Benk. A határ túloldalán a legközelebbi település Hetyen (Гетен).

### Megközelítése
Közúton csak Lónya vagy Tiszakerecseny érintésével közelíthető meg, a 4113-as úton. Vasútvonal nem érinti,

## Története
Neve személynévi eredetű (Matheus = Mátyus), és birtokosa nevében Lónya 1270. évi határjárásban tűnt fel.
1323-ban a Várdai család perelt érte, és akkor Szabolcs vármegyéhez tartozónak mondották.
A 14. században a kisnemesi Mátyusi család birtoka volt, 1449-ben Várdai Miklós és Dobó János kapta, mint kihalt család birtokát királyi adományként.
1465-ben már a Lónyay családnak is volt része benne, 1513-ban lényegében a kisebb birtokosok részét is megkapták, csupán Szürtei László tartotta meg a maga részét, amelyet a leleszi konventre hagyott.
Ettől az időtől kezdve a 16-17. században három birtokosa volt: a konvent, a Lónyay és a Szabolcsban birtokos Lővey család.
II. Rákóczi György lengyelországi hadjáratát megbosszulandó: 1657-ben a lengyelek feldúlták, és még 1668-ban is pusztán állott.
A 18. században két földesura volt, a Lövey és a Lónyay család, ez utóbbi 1944-ig megtartotta.
A faluhoz tartozott Homokpuszta, de valószínűleg sohasem volt lakott település.
Neve a régies magyar Matheus, Mátyus személynévből keletkezett. A 12. században Beth, másképp Betke Mátyusról nevezhették el, egyébként Simon, Bánk bán veje, az ő családjától vette meg Botrágy és Bátyu helységet. 1323-ban Bethke Dezső, beregi főispán perelt Mátyusért Várdai János fiával, Gáborral. A 14. században a kisnemes Mátyusi, majd a Dancs család is bírta a helységet, 1449-ben királyi adományként beiktatták Kisvárdai Miklóst és ruszkai Dobó Jánost az utód nélkül elhunyt Csobai Mihály részeibe. 1465-ben a Lónyayak már Mátyus földesurai közé tartoztak, 1513-ban pedig megszerezték a kisebb birtokosok részeit. Szürtei László viszont a saját mátyusi tulajdonát végrendeletileg a leleszi konventre hagyta, így a 16–17. században a Lónyayak, a konvent és a Szabolcsban birtokos Löveyek osztoztak rajta. 1500-as évek végén a tatárok a falucskát elpusztították. 1600-ban a Löveyek, akik a 18. századig földesurai maradtak, és a Lónyayak a mátyusi makkos erdő használatáról vitáztak. Az 1657-es lengyel dúláskor (II. Rákóczi György lengyelországi hadjáratát bosszulták meg a lengyelek) az itteni lakosok a Tiszába süllyesztették templomuk egyetlen harangját, azután sose akadtak rá. 1668-ban Mátyust még pusztaként tartották számon. Bereg vármegye első katonai leírói 1782–85 között kicsiny falucskát találtak itt, amelyet kelet felé magas, sűrű, mocsarakkal átszőtt tölgyeserdő ölelt. A zabolátlan Tisza olyan mély és széles volt akkor, hogy a legkeskenyebb helyen sem lehetett átkelni rajta; áradásakor a falutól nyugatra fekvő, Kistiszának hívott mocsaras állóvíz az útjait szinte járhatatlanná tette. A leleszi káptalannak szép erdeje volt itt 1820 körül.
Fényes Elek a Geographiai szótárában a falucska 1851 körüli állapotát ismertette: Bereg vármegyei falu 333 lakossal; tölgyes erdeje derék, gyümölcse, hala bőséges. Mátyust az 1881–82-ben kiadott Bereg vármegyei monográfiában így írták le: magyar falu a kaszonyi járásban, 48 házzal, 305 lélekkel és 1859 holdnyi sík határral a Tisza jobb partján. 1924. január 1-jétől Mátyust Bereg vármegyétől Szabolcs vármegyéhez csatolták. Szabolcs vármegye 1939. évi monográfiájában kisközségként jegyezték föl a Tiszai járásban 1846 hold területtel, 550 lakossal, 95 házzal, egy állami elemi népiskolával, és egy állami általános továbbképző iskolával. A lakosok őstermelésből éltek, kis és törpebirtokokon gazdálkodtak. A Lónyay család egyébként 1944-ig megtartotta mátyusi birtokát.

## Közélete

### Polgármesterei
- 1990–1994: Varga Gyula (független)[3]
- 1994–1998: Varga Gyula (független)[4]
- 1998–2002: Id. Varga Gyula (független)[5]
- 2002–2006: Varga Gyula (független)[6]
- 2006–2010: Varga Gyula (független)[7]
- 2010–2014: Varga Gyula (független)[8]
- 2014–2019: Toldi Józsefné (független)[9]
- 2019–2024: Varga Éva (független)[10]
- 2024– : Veress Róbert (független)[1]

## Népesség
A település népességének változása:
| Lakosok száma | 261  | 249  | 266  | 293  | 264  | 253  | 245  |
|               | 2013 | 2014 | 2015 | 2021 | 2022 | 2023 | 2024 |

2001-ben a település lakosságának 90%-a magyar, 10%-a cigány nemzetiségűnek vallotta magát.
A 2011-es népszámlálás során a lakosok 98,4%-a magyarnak, 28,9% cigánynak, 0,4% németnek, 0,4% örménynek, 0,4% szerbnek, 0,4% ukránnak mondta magát (1,2% nem nyilatkozott; a kettős identitások miatt a végösszeg nagyobb lehet 100%-nál). A vallási megoszlás a következő volt: római katolikus 6,5%, református 83,3%, görögkatolikus 5,7%, felekezeten kívüli 0,8% (2,4% nem válaszolt).
2022-ben a lakosság 92,8%-a vallotta magát magyarnak, 10,2% cigánynak, 3% ukránnak, 0,8% németnek, 1,1% egyéb, nem hazai nemzetiségűnek (7,2% nem nyilatkozott; a kettős identitások miatt a végösszeg nagyobb lehet 100%-nál). Vallásuk szerint 6,8% volt római katolikus, 67% református, 4,5% görög katolikus, 0,8% ortodox, 0,4% egyéb keresztény, 0,4% evangélikus, 3% felekezeten kívüli (15,9% nem válaszolt).

## Nevezetességei
Egy 1809-ben fennmaradt okirat szerint a falunak fatemploma és igen régi kis fa harangtornya volt. A régi fatemplom szószékének 1732. évi felirata arról tanúskodott, hogy a mátyusi erdő jövedelméből építtették. A fatemplomot 1862-ben egy öllel tovább tolták az utcától, az I. világháború előtti években bontották le, akkor épült a ma is álló református templom, amelynek úrasztali tárgyai a 18. század második feléből valók.
Itt még tekintélyes része húzódik a gyönyörű gyertyános tölgyes és tölgy-kőris-szil erdőkből álló Lónyay erdőnek, amelyben gímszarvas, vaddisznó, vadmacska és fekete gólya tanyázik. A Lónya felé vezető úttól balra pamacskoronájával egy oszlopszerű, fehér nyárfa áll, a törzse 495 cm, 28 m magas. Közel a Dédai erdő is . A Tiszában ritkaságszámba menő kecsegefaj fogható, a Rózsás nevű holtágban lehet horgászni és csónakázni.
A holtág a folyószabályozás során végrehajtott 19. számú átmetszéssel keletkezett, a Tisza jobb parti hullámterén helyezkedik el. Közigazgatásilag a Szabolcs-Szatmár-Bereg vármegyei Mátyus községhez tartozik. Hossza 870 m, átlagos szélessége 63 m, területe 5 ha, átlagos vízmélysége 0,8 m, víztérfogata 40 ezer m\ Tulajdonosai és kezelői a Mátyus, Mándok, Tiszakerecseny és Mezőladány községi önkormányzatok. Medre jelentős mértékben feliszapolódott, növényzettel való benőttsége 80%-os. Vízcseréje megoldatlan, csak az árhullámok töltik fel vízzel. Funkciói: halászat, horgászat. Gazdag növény- és állatvilággal rendelkezik, különleges és ritka értékeit még nem tárták fel teljesen. A „szentély" típusú holtágak körébe tartozik.